# رباط جانبي أنسي
الرباط الجانبي الأنسي، المعروف أيضًا باسم الرباط الجانبي الأنسي السطحي، هو أحد الأربطة الرئيسية للركبة. يقع في الجانب الأنسي (الداخلي) لمفصل الركبة ويظهر في البشر وبعض الرئيسيات الأخرى.  
تتمثل الوظيفة الأساسية لهذا الرباط في مقاومة قوى الانحناء نحو الداخل (قوى فالغوس) التي تؤثر على الركبة.

## البنية
الرباط الجانبي الإنسي هو شريط عريض ومسطح وغشائي، يقع على الجانب الإنسي (الداخلي) لمفصل الركبة، حيث يميل إلى الوراء قليلاً. يتصل هذا الرباط في الجزء العلوي باللقمة الإنسية لعظم الفخذ، أسفل نتوء حديبة العضلة المقربة الفخذية، بينما يرتبط في الجزء السفلي باللقمة الإنسية لعظم الظنبوب والسطح الإنسي لجسم الظنبوب.
تتمثل الوظيفة الرئيسية للرباط الجانبي الإنسي في مقاومة القوى التي تدفع الركبة نحو الداخل، مما يساعد في منع حدوث تشوه فالغوس (الانحناء الداخلي). يعد الرباط الجانبي الإنسي مسؤولًا عن توفير حوالي 78% من قوة المقاومة التي تمنع القوى التي تؤدي إلى الضغط الداخلي على الركبة.
يتكون الرباط من ألياف خلفية وأمامية. الألياف الخلفية قصيرة وتميل للخلف أثناء نزولها، وتندمج في الظنبوب فوق الأخدود المخصص لوتر العضلة نصف الغشائية. أما الألياف الأمامية فهي شريط مسطح طوله حوالي 10 سم ويميل للأمام أثناء نزوله، حيث يرتبط بالسطح الإنسي لجسم الظنبوب على بعد حوالي 2.5 سم تحت مستوى اللقمة.
على السطح السفلي للرباط الجانبي الإنسي، تقع قدم الإوزة [الإنجليزية]، وهي مجموعة من الأوتار المشتركة للعضلات الخياطية (Sartorius)، والرقيقة (Gracilis)، ونصف الوترية (Semitendinosus)، حيث توجد جراب بين الرباط وهذه الأوتار. بالإضافة إلى ذلك، يغطي السطح العميق للرباط الأوعية والأعصاب الجانبية الإنسية السفلية، كما يتصل الرباط بالألياف الأمامية لوتر العضلة نصف الغشائية ويتصل بعدد قليل من الألياف بالهلالة الأنسية.